# Naháč (Vranov)
Naháč je samota, část obce Vranov v okrese Benešov. Nachází se asi 1,5 km na severovýchod od Vranova. Prochází zde dálnice D1. V roce 2009 zde nebyla evidována žádná adresa. Naháč leží v katastrálním území Vranov u Čerčan o výměře 6,12 km².

## Historie
První písemná zmínka o vesnici pochází z roku 1788.

## Další fotografie

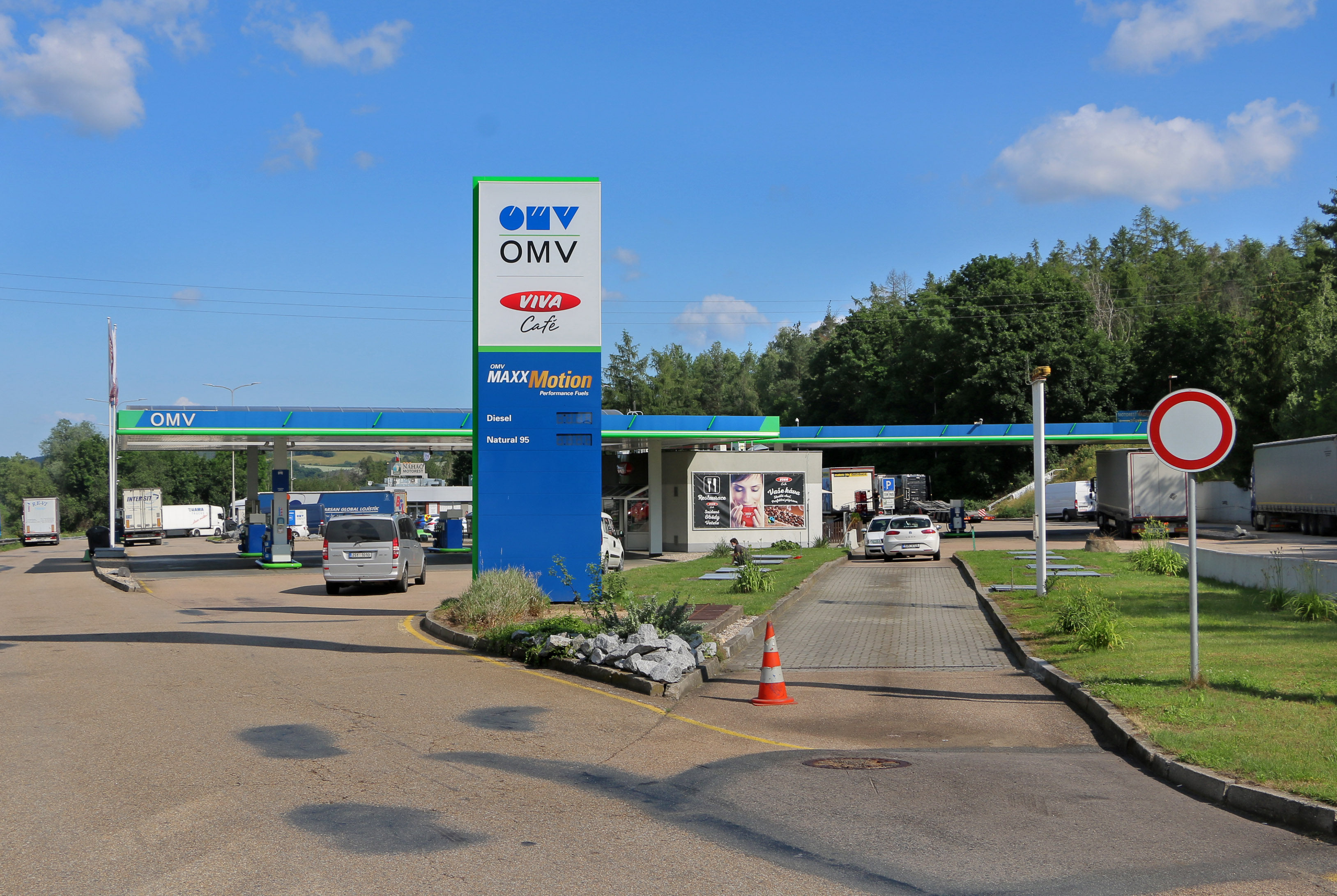
Čerpací stanice Naháč
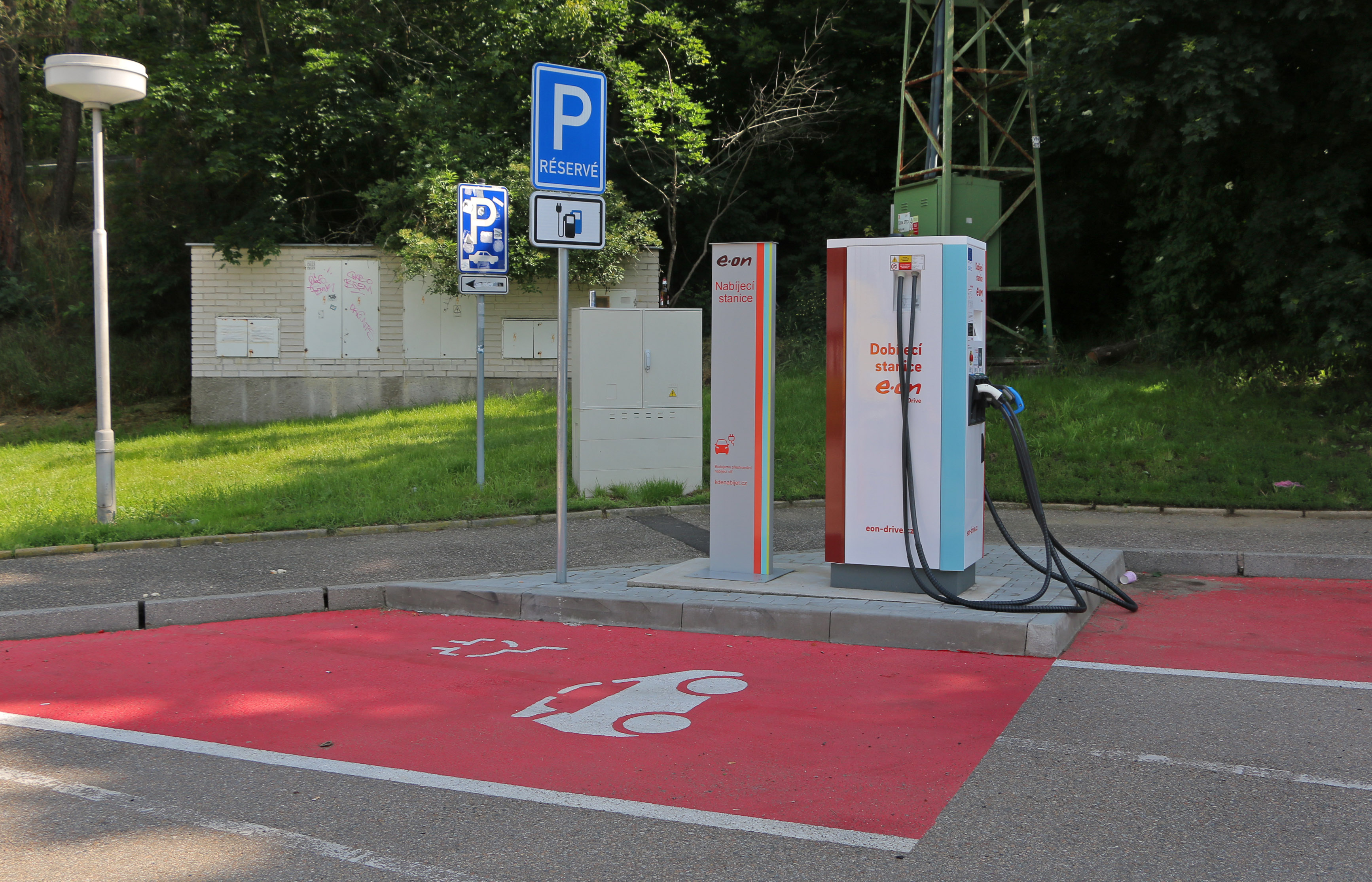
Nabíječka elektromobilů
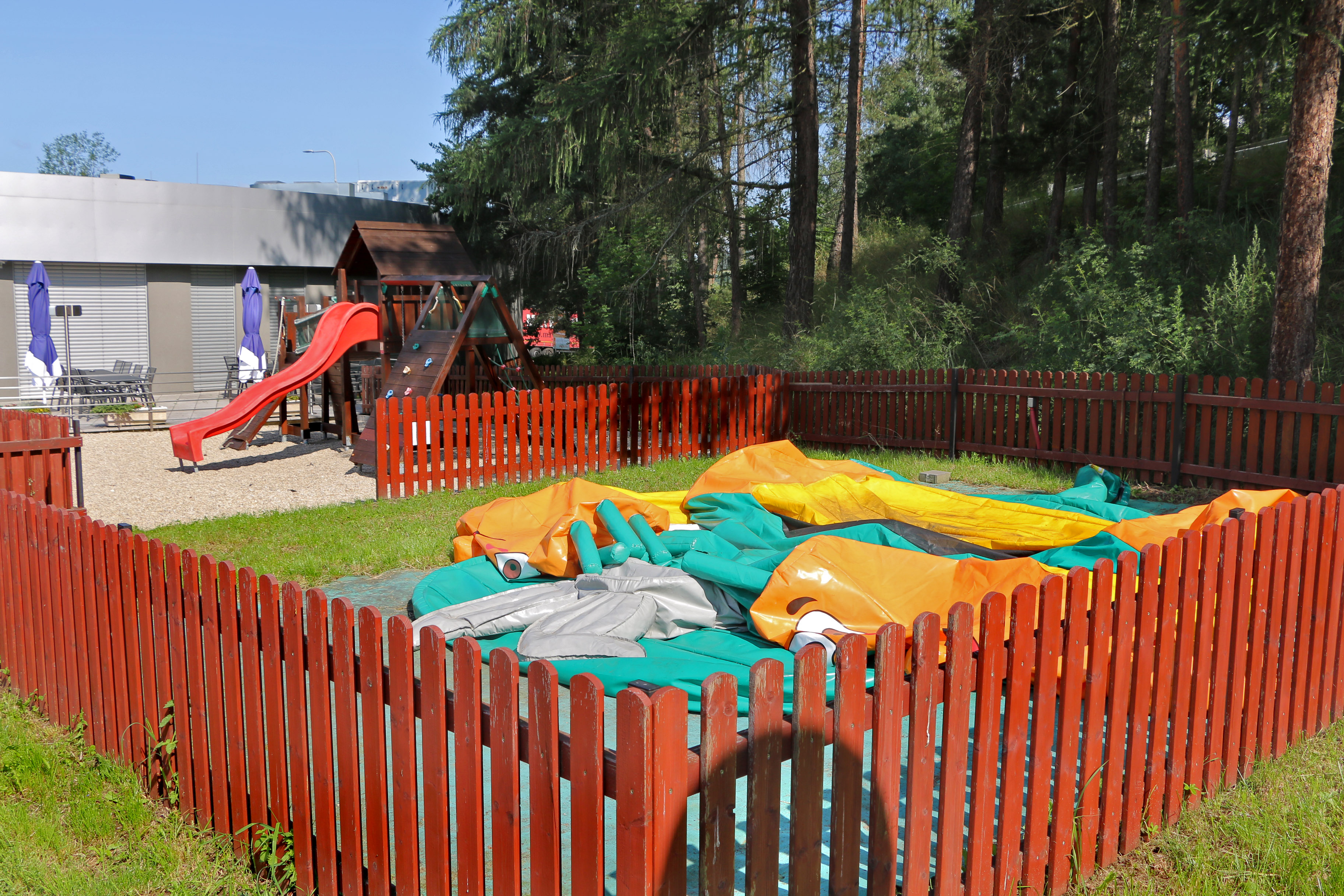
Dětské hřiště u motorestu